# Camí de Santa Coloma Sasserra

El Camí de Santa Coloma Sasserra respecte del terme de Castellcir

El Camí de Santa Coloma Sasserra, també anomenat Carretera de Collsuspina o Carretera de Santa Coloma Sasserra, és un antic camí rural que uneix els pobles de Castellcir i Santa Coloma Sasserra, a la comarca del Moianès, tot i que adscrits el primer a la d'Osona i el segon a la del Vallès Oriental.
Arrenca del final de la carretera BV-1310 al nord-oest de Castellcir, s'adreça cap al nord-est deixant a llevant el Pla de la Llosa i la urbanització de la Roureda, després deixa a ponent el Sot de les Espines i la urbanització del Prat, passa a llevant del Mas Montserrat i a ponent del Prat, deixant, alternativament, a llevant la Quintana de la Roca i el Camp del Feu, a ponent el Quintà Nou, altre cop a llevant les Saleres, més tard a ponent el Sot dels Til·lers, el Pampero i les Cases de Fusta, i a llevant els Camps de la Talladella. Al cap de poc arriba a l'altura de la masia de la Talladella, que queda al costat mateix del camí, a llevant.
El camí continua cap al nord-est, i travessa el Pla de Can Moianès, a l'extrem nord-oest de la urbanització de la Penyora, on recorre el vessant nord-oest de la Penyora de Serracaixeta, fins al punt on gira cap al nord. A cap de poc troba, procedent del sud-oest, el Camí de Santa Coloma Sasserra a les Berengueres, i acaba d'arribar a Santa Coloma Sasserra, el Giol i la Rectoria, trobant en primer lloc l'espectacular Roure del Giol.
Aquest camí de Castellcir és, de fet, una part del Camí de Castellterçol a Collsuspina.
Al llarg de tot el seu recorregut és perfectament transitable per tota mena de vehicles, en molt bon estat, però molt polsegós en èpoques seques.

## Etimologia
Com la major part dels camins, el seu nom és de caràcter descriptiu: és el camí que mena al poble i parròquia rural de Santa Coloma Sasserra.